# Yusuke Shimada
Yusuke Shimada (født 19. januar 1982) er en tidligere japansk fodboldspiller.
Han har spillet for flere forskellige klubber i sin karriere, herunder Omiya Ardija og Tokushima Vortis.